# 巴奇博科德
巴奇博科德，是匈牙利南部巴奇-基什孔州所辖的一个村，总面积63.93平方公里，总人口3101，人口密度48.5人/平方公里（2005年）。地理坐标为46.1219°N 19.1589°E。